# 윤민수
윤민수(尹敏洙, 1980년 2월 27일 ~ )는 대한민국의 가수로 보컬 듀오 바이브의 멤버이다.

## 방송 활동
1998년 가수 이재성에게 발탁되어 R&B 보컬 그룹 포맨(1기)으로 데뷔했으며, 포맨 1기 해체 이후 2002년 류재현, 유성규(노블레스)와 함께 바이브를 결성했다. 1집 〈미워도 다시 한 번〉, 〈Promise U〉(2006년 씨야 1집에서 리메이크) 등의 곡으로 바이브라는 이름을 대중들에게 각인시킨 후, 2003년 2집 〈오래 오래〉, 〈사진을 보다가〉에 이어 2006년에 발표한 3집 〈술이야〉와 〈그 남자 그 여자〉는 방송 활동 없이 10만 장 이상의 앨범 판매와 각종 음반 차트에서 1위 및 각종 수상을 받는 등 대중들에게 사랑을 받았다. 3집 활동을 끝내고 2006년 말 산업기능요원으로 대체 복무를 시작하여 2009년에 끝내고 잠시 공백 기간을 가졌으며, 가수 활동을 하며 경험할 수 없었던 ‘직장 생활’ 이야기를 소재로 한 곡을 만들어 복무를 끝낸 후 발표한 4집 수록곡에 싣기도 했다. 2010년 4집 《Vibe in Praha》를 발매해 다시 한 번 많은 사랑을 받았다. 현재 바이브의 멤버이면서 그룹 포맨(신용재, 김원주)이 소속된 와이후엔터프라이즈의 대표이자 프로듀서, 작곡가로 활동 중이다. 2011년 MBC 우리들의 일밤의 코너 나는 가수다에 출연해 명예 졸업했으며, 2013년 1월부터 장남 윤후와 함께 MBC 우리들의 일밤의 코너 아빠! 어디가?에 출연했었다. 그가 출연한 2011년의 "나는 가수다" 코너가 대상을 받았고, 2013년에는 "아빠! 어디가?" 코너가 대상을 받아 가수로는 드물게 방송연예대상을 2회 수상하였다.

## 결혼과 가족, 이혼
윤민수는 1살 연상의 김민지와 지인의 생일파티에서 처음 만나 2006년 6월 4일 결혼식을 올렸다. 같은 해 11월 28일 아들인 윤후가 태어났다. 2024년 5월 21일 윤민수의 인스타그램을 통해서 배우자 김민지와의 이혼 소식을 알렸다.

## 음반

### 정규 음반
- 2002년 바이브 1집 《Afterglow》
- 2003년 바이브 2집 《Do You Remember》
- 2006년 바이브 3집 《Re-Feel》
- 2010년 바이브 4집 《Vibe In Praha》
- 2013년 바이브 5집 《ORGANIC SOUND》
- 2014년 바이브 6집 《Ritardando》
- 2016년 바이브 7집 《Repeat》
- 2016년 바이브 7집 《Repeat&Slur》
- 2018년 바이브 8집 《ABOUT ME》

## 출연 작품
- 2011년 MBC 《일밤 - 나는 가수다》
- 2013년 MBC 《일밤 - 아빠! 어디가?》
- 2013년 JTBC 《히든싱어》
- 2013년 tvN 금토드라마 《응답하라 1994》 ... 해태 여자친구를 빼앗는 유부남 역 (특별출연)
- 2014년 MBC 《일밤- 아빠! 어디가? 시즌 2》
- 2014년 KBS2 《불후의 명곡 - 전설을 노래하다》 MC
- 2015년 SBS 《동상이몽, 괜찮아 괜찮아》
- 2015년 MBN 《도시탈출 외인구단》
- 2016년 MBC 《마이 리틀 텔레비전》
- 2016년 SBS 《정글의 법칙》
- 2019년 Mnet 《더 콜》시즌 2
- 2021년 TV조선 《내일은 국민가수》
- 2022년 KBS2 《자본주의학교》
- 2022년 tvN STORY 《이젠 날 따라와》

## 홍보대사
- 2014년 베스티안 화상후원재단 홍보대사

## 참조
1. ↑  '브라운 아이드 소울' , '바이브' 전성 시대 《뉴시스》, 2003년 12월 5일
2. ↑  바이브 "예능에서 망가질 자신 없다" 《노컷뉴스》, 2010년 6월 16일
3. ↑  MBC연예대상 진짜 승자는 윤민수 ‘3년간 대상 2연패’ - 뉴스엔